# Tourville-les-Ifs
Tourville-les-Ifs – miejscowość i gmina we Francji, w regionie Normandia, w departamencie Sekwana Nadmorska.
Według danych na rok 1990 gminę zamieszkiwało 516 osób, a gęstość zaludnienia wynosiła 62 osoby/km² (wśród 1421 gmin Górnej Normandii Tourville-les-Ifs plasuje się na 443. miejscu pod względem liczby ludności, natomiast pod względem powierzchni na miejscu 443.).